# West Adelaide SC
West Adelaide Soccer Club är en fotbollsklubb från Adelaide i Australien. Klubben spelar numera i FFSA State League som är tredjedivisionen i delstaten South Australia ligasystem. De har tidigare spelat i National Soccer League (NSL) som då var den högsta ligan i Australien innan den lades ner 2004. Totalt spelade de 19 säsonger i NSL mellan 1977 och 1999. De vann den andra säsongen av NSL 1978 och blev australiensiska mästare.